# Al-Chāzin
ʿAlā' ad-Dīn ʿAlī ibn Muhammad al-Chāzin (arabisch علاء الدين علي بن محمد الخازن, DMG ʿAlāʾ ad-Dīn ʿAlī ibn Muḥammad al-Ḫāzin; geboren 1279 in Bagdad; gestorben am 19. Januar 1341 in Aleppo) war ein schafiitischer Koranexeget aus Bagdad. Seine erste Ausbildung erhielt er an der Madrasa al-Mustansiriyya, später ging er nach Damaskus, wo er eine Bibliothek leitete. Dort erhielt er auch seinen Laqab al-Chāzin. Sein bekanntestes Werk ist seine Korankommentar mit dem Titel Lubāb at-Taʾwīl fī Maʿānī at-Tanzīl, im Allgemeinen bekannt als Tafsīr al-Ḫāzin (تفسير الخازن). Im fortgeschrittenen Alter ließ er sich in einem Dorf namens Schīha nahe Aleppo nieder. Daher rührt seine Nisba „ash-Shihi“.

## Werke
- Tafsīr al-Ḫāzin